# Eristena chrysozonalis
Eristena chrysozonalis là một loài bướm đêm trong họ Crambidae.